# Elyria (Ohio)
Elyria – miasto w Stanach Zjednoczonych, w stanie Ohio, na zachód od miasta Cleveland, w zespole miejskim Lorain-Elyria, w pobliżu wybrzeża jeziora Erie. W 2000 roku w mieście mieszkało 56 454 mieszkańców.
Miasto leży w strefie klimatu kontynentalnego, z gorącym latem, należącego według klasyfikacji Köppena do strefy Dfa. Średnia temperatura roczna wynosi 10,6°C, opady – 947,4 mm, opady śniegu – 1070 mm
Z Elyria pochodzi Tianna Bartoletta, amerykańska lekkoatletka, skoczkini w dal i sprinterka.
W mieście rozwinął się przemysł maszynowy, metalowy, elektrotechniczny oraz hutniczy.